# Agencia de Noticias Plurinacional del Ecuador
La Agencia de Noticias Plurinacional del Ecuador (ANPE) es una iniciativa del movimiento indígena ecuatoriano. Fue creada en el 2003 como organismo de comunicación de la Confederación de Nacionalidades Indígenas del Ecuador (CONAIE), la Confederación de Pueblos de la Nacionalidad Kichwa del Ecuador (ECUARUNARI) y el Movimiento Pachakutik.
La producción editorial de la agencia ANPE puede ser consultada en el sitio web de la red Voltaire.
- Datos: Q2826723